# Abronia oaxacae
Abronia oaxacae là một loài thằn lằn trong họ Anguidae. Loài này được Günther mô tả khoa học đầu tiên năm 1885.